# 堡子镇 (会同县)
堡子镇，是中华人民共和国湖南省怀化市会同县下辖的一个乡镇级行政单位。

## 行政区划
堡子镇下辖以下地区：
龙燕社区、堡子村、上坊村、星塘村、黄旗村、新店村、坪见村、小水村、七里村、弄溪村、茶冲村、桂花村、胜溪村、凉山村、中心村、炉冲村和楼落村。